# Koepelkerk (Sappemeer)
De Koepelkerk is een 17e-eeuwse kerk aan de Noorderstraat in het Nederlandse Sappemeer.

## Geschiedenis en achtergrond
De ontginning van het veengebied rond het huidige Sappemeer werd begin 17e eeuw geïnitieerd door het stadsbestuur van Groningen. In 1653 kreeg een commissie vanuit de Groninger raad de opdracht om een kerk te bouwen naar het voorbeeld van de koepelkerk in Willemstad (1607). Bouwheer was vermoedelijk Conraet Roeleffs.
Boven de toegangsdeur van de kerk is het stadswapen van Groningen aangebracht en de tekst 'Ao SENATUS POPULUS QUE GRONINGANUS 1655' ('raad en volk van Groningen, anno 1655'). Het dak van het achtkantige gebouw werd in koper uitgevoerd. De bouw kostte destijds ruim ƒ 13.000. In de kerk zijn vier herenbanken, waarvan een werd geplaatst door Gerhard ten Berge. De kerk werd tot voor kort gebruikt voor protestantse kerkdiensten.
In 1791 kreeg het gebouw twee kruisende zadeldaken. Bij een restauratie in 1990 werd de kerk in oorspronkelijke staat teruggebracht en kreeg het dak weer zijn koepelvorm.
Het Museaal Centrum Sappemeer heeft de kerk in erfpacht. Het is een rijksmonument.
In 1783 werd een vrijstaande toren gebouwd voor een in 1655 door Willem Jacobs de Vreije gegoten luidklok. In een onbekend jaar werd hier een verenigingsgebouw tegenaan gebouwd. In 1898 werd de bovenbouw vernieuwd, waaraan een gevelsteen herinnert. In 1990 brandde het bijgebouw tegen de toren af. In 1992 werd dit bijgebouw vernieuwd en kreeg toen de naam 'het Torentje'.

## Orgel
In de kerk bevindt zich een Van Oeckelenorgel uit 1875. Het instrument werd in 2010 gerestaureerd door Orgelmakerij Steendam uit Roodeschool. De dispositie van het orgel is:
Hoofdwerk (C-f3)
- Bourdon 16'
- Violon 16' discant
- Prestant 8'
- Roerfluit 8'
- Octaaf 4'
- Quint 3'
- Octaaf 2'
- Mixtuur III-V st.
- Trompet 8'

Bovenwerk (C-f3)
- Violoncello 16' discant
- Prestant 8'
- Holpijp 8'
- Viola di Gamba 8'
- Speelfluit 4'
- Woudfluit 2'
- Clarinet 8'

Pedaal (C-d1)
aangehangen

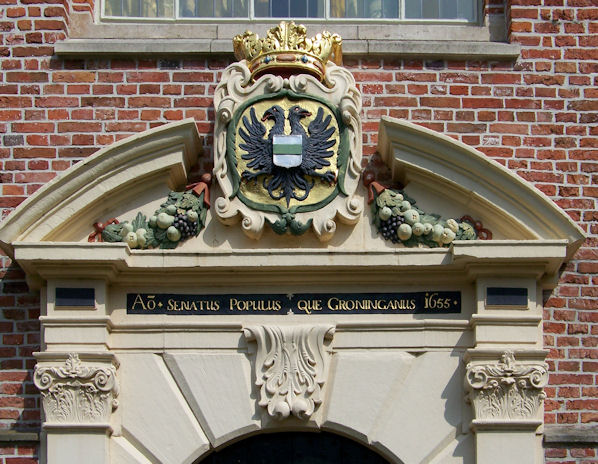
Tekst boven de ingang
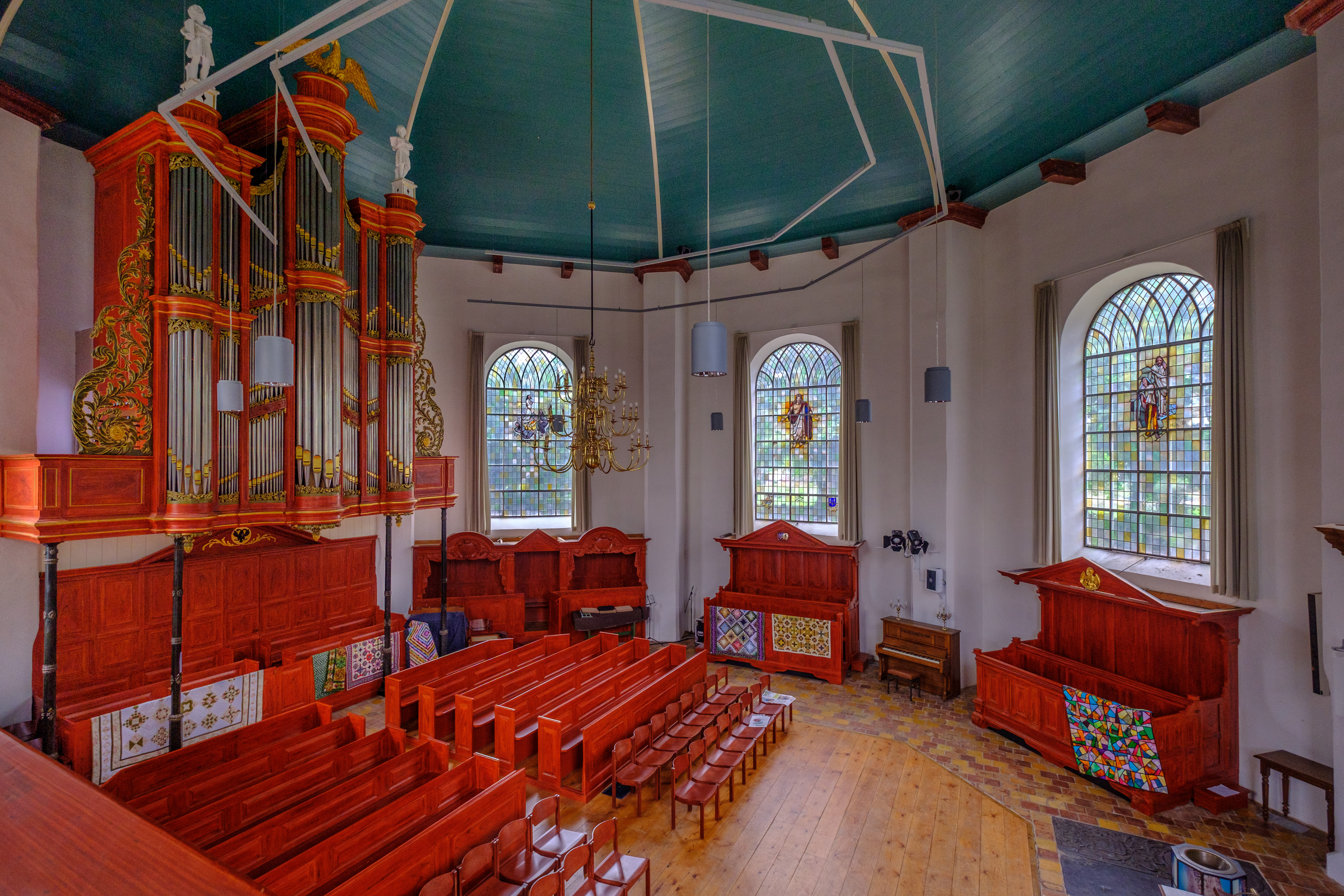
Interieur met Van Oeckelenorgel, kerkbanken en herebanken
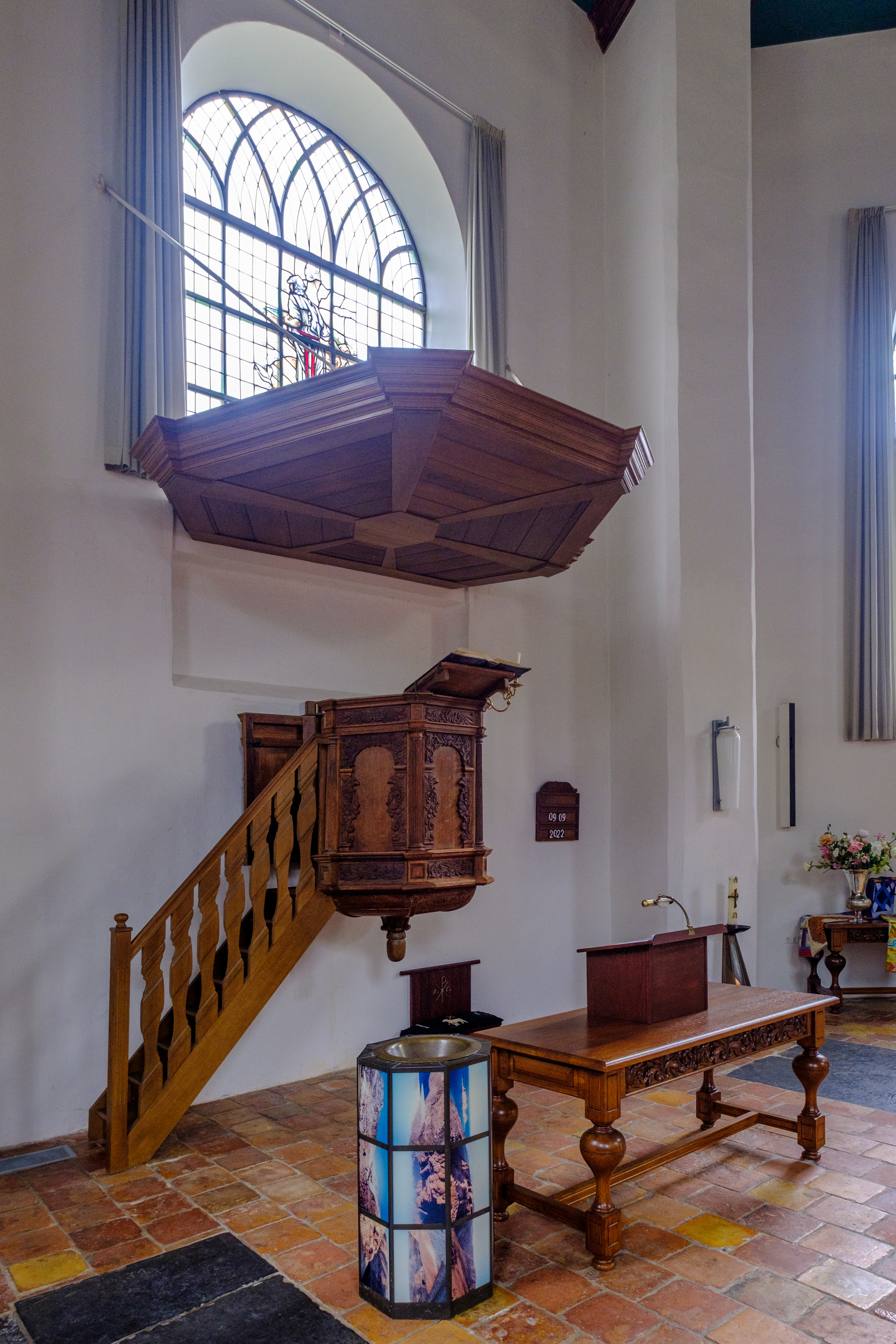
Kansel met avondmaalstafel
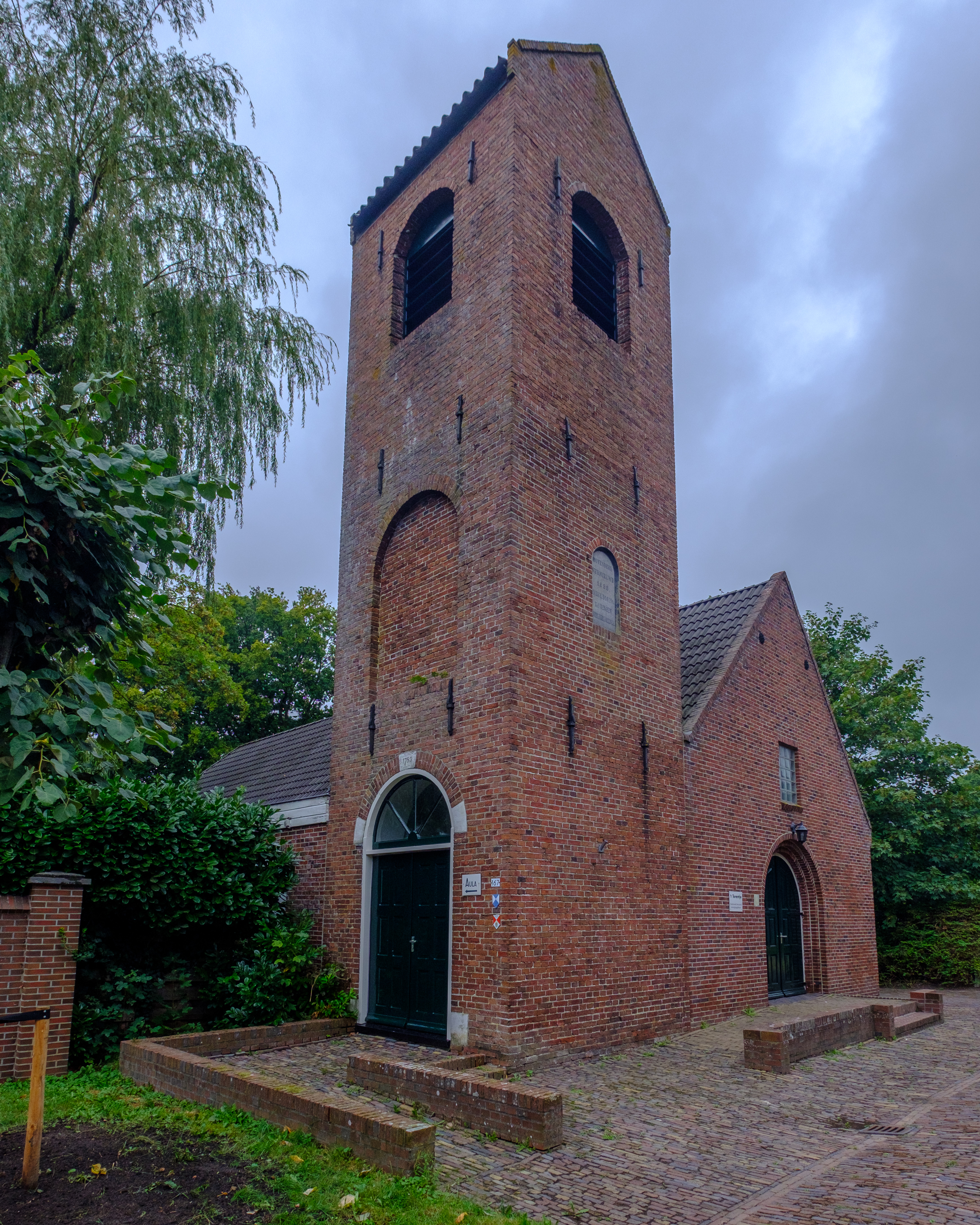
Klokkentoren uit 1783 met bovenbouw uit 1898 en aangebouwd verenigingsgebouw uit 1992.